# Ламарка, Карлус
Ка́рлус Лама́рка (порт. Carlos Lamarca, 23 октября 1937, Рио-де-Жанейро — 17 сентября 1971, Ипупиара) — младший офицер бразильской армии, организатор партизанского движения Революционный Народный Авангард.
Как руководитель Революционного Народного Авангарда, наряду с Жуаном Карлусом Маригеллой, был одной из главных фигур вооружённого сопротивления военной диктатуре в стране.

## Биография
Карлус Ламарка родился 23 октября 1937 года в Рио-де-Жанейро в семье сапожника. Включая Карлуса в семье было семеро детей. В 16 лет Ламарка участвовал в выступлениях бразильской молодёжи, требовавшей национализации нефтяной промышленности.
Любимой книгой молодого Карлуса была «Война и мир» Льва Толстого.
В 1960 году Ламарка закончил обучение в Военной Академии имени Агульяс-Неграс. В 1962 году он в составе бразильского миротворческого батальона был послан на Ближний Восток в зону арабо-израильского конфликта. Увидев ужасающие условия жизни палестинского народа, Ламарка начал читать марксистскую литературу для того, чтобы понять причину несправедливого устройства мира.
В 1964 году за попытку противодействия военному перевороту Карлус Ламарка подвергся аресту и заключения, но вскоре он был освобождён.
В 1967 году, произведённый в капитаны Карлус Ламарка организовывает коммунистическую ячейку среди своих сослуживцев, которую он назвал Революционным Народным Авангардом. Ему также удаётся связаться с другими революционными силами и с помощью Карлуса Маригеллы переправить на Кубу жену и детей.
Целью группы Ламарка была организация партизанского отряда для борьбы с правительством, а для этого бойцы Революционного Народного Авангарда собирались украсть оружие с армейских казарм — Ламарка предполагал, что им удастся похитить 560 винтовок и два 60-мм миномёта. Датой проведения операции было назначено 27 января 1969 года. Но из-за доноса провокатора план заговорщиков был раскрыт и Ламарка не став ждать 27 января, уже 24 числа совершил с товарищами нападение на казарму и унёс с собой 63 винтовки FAL и 3 пистолета-пулемёта INA.
Перейдя в подполье Ламарка организовал тренировочный лагерь для подготовки партизан. Для финансирования революционной деятельности группа приступила к ограблениям банков (экспроприациям). Всего группа Ламарка совершила 20 экспроприаций. В мае 1969 года во время ограбления банка в Сан-Пауло Карлус Ламарка застрелил охранника.
В 1970 году властями было раскрыто местонахождение тренировочного лагеря Ламарки и была произведена масштабная войсковая операция с применением артиллерии и авиации. Но Карлуса удалось вывести из окружения свой отряд.
В декабре 1970 года Карлус Ламарка организовал похищение швейцарского посла в Бразилии Джованни Бухера. В январе 1971 года захваченного посла обменяли на освобождение 70 политзаключённых.
В 1971 году Карлус Ламарка из-за разногласий покинул Революционный Народный Авангард и присоединился к Революционному Движению 8 октября. В июле он вместе со своей любовницей Ярой Явельберг был послан в штат Баия для организации партизанского движения.
Но бразильским спецслужбам удалось раскрыть местонахождение революционеров и была начата масштабная операция по их ликвидация. В её ходе Яра Явельберг погибла на конспиративной квартире в перестрелке с полицией, а Карлус Ламарка во время нападения на тренировочный лагерь в деревне Бурити Кристалину был ранен и вместе со своим товарищем Жозе Кампусом Баррету (Зекинья) ушёл в бегство. В течение 20 дней им удалось пройти 300 километров по джунглям, но 17 сентября погоня настигла беглых революционеров и Карлус Ламарку с Жозе Кампусом погибли в бою с солдатами, полицейскими и агентами ДОПС, которыми командовал Сержио Флеури.

## Личная жизнь
Карлус Ламарка был женат на своей приёмной сестре Марии Павана, от которой имел двоих детей. Впоследствии он состоял в любовных отношениях с революционеркой Ярой Явельберг.

## Память
В городе Ипупиара именем Карлуса Ламарки названа площадь. Также имя Ламарки носит улица в Сан-Бернарду-ду-Кампу.

## В кино
В 1994 году про Карлуса Ламарка был снят фильм «Ламарка». Роль Ламарки исполнил бразильский актёр Пауло Бети. В 2009 году Бети ещё раз сыграл Ламарку в фильме "Зузу Анжел".